# Port Union
Port Union est une ancienne municipalité canadienne située à Trinity Bay North sur l'île de Terre-Neuve dans la province de Terre-Neuve-et-Labrador. Elle est traversée par la route 230.
C’est la seule ville au pays construite et administrée par un syndicat.

## Histoire
En 1916, les membres du syndicat de pêcheurs Fishermen’s Protective Union (FPU) souhaitent se loger tout en échappant au système de crédit contrôlé par les marchands de Saint-Jean de Terre-Neuve.
Le FPU fait alors construire un ensemble de maisons abordables pour les travailleurs qui ont déménagé à Port Union pour travailler dans le commerce de l’Union.
Pour cette raison, Port Union a été désigné comme site historique national en 1998 et district patrimonial de la province en 2007.